# 克瓦戈特特什
克瓦戈特特什，是匈牙利巴兰尼亚州所辖的一个村。总面积13.94平方公里，总人口326，人口密度23.4人/平方公里（2011年1月1日）。